# Плейстоценовая мегафауна
| система                                                                          | отдел      | ярус               | Ниж. граница, млн лет |
| -------------------------------------------------------------------------------- | ---------- | ------------------ | --------------------- |
| Антропоген                                                                       | Голоцен    | Мегхалайский       | 0,0042                |
| Антропоген                                                                       | Голоцен    | Северогриппианский | 0,0082                |
| Антропоген                                                                       | Голоцен    | Гренландский       | 0,0117                |
| Антропоген                                                                       | Плейстоцен | Верхний            | 0,129                 |
| Антропоген                                                                       | Плейстоцен | Тибанийский        | 0,774                 |
| Антропоген                                                                       | Плейстоцен | Калабрийский       | 1,80                  |
| Антропоген                                                                       | Плейстоцен | Гелазский          | 2,58                  |
| Неоген                                                                           | Плиоцен    | Пьяченцский        | больше                |
| Деление и золотые гвозди в соответствии с IUGS по состоянию на декабрь 2024 года |            |                    |                       |

Плейстоце́новая мегафа́уна — совокупность видов крупных животных (мегафауны) — млекопитающих, птиц и рептилий, обитавших в плейстоцене.
Представлены 2 основные версии вымирания в позднем плейстоцене: деятельность первобытных охотников и изменения климата, либо действовали оба этих фактора одновременно. Существует множество других версий: эпизоотия, падения астероидов, комет, извержения вулканов, инбридинг, но все они объясняют только отдельные эпизоды. Вымирание мегафауны на разных континентах происходило в разные периоды (от 130 до 11 тыс. лет назад), совпав по времени с расселением по планете человека разумного.

## Северная Америка
Плейстоценовая мегафауна Северной Америки включала в себя: гигантских ленивцев, короткомордого медведя, гигантских белых медведей, калифорнийских тапиров, пекари, американского льва, гигантского кондора, мирациноникса, саблезубых кошек (смилодон, гомотерий), ужасного волка, вилорогов, по крайней мере два вида бизонов, мозоленогих (два вида лам и западных верблюдов), кустарниковых быков, западных лошадей, мамонтов, мастодонтов, кювьерониусов, глиптодонов и гигантских бобров, а также птиц, вроде тераторниса. В настоящее время самое крупное животное в Северной Америке — американский бизон. Мегафауна вымерла 15—11 тыс. лет назад, вскоре после расселения человека в Америке. На острове Святого Павла (Аляска), куда древний человек не смог добраться, мамонты жили ещё 5 тыс. лет назад.

## Южная Америка
Плейстоценовая фауна Южной Америки включала в себя гигантских ленивцев (мегатерий весом 4 тонны, милодон и другие), литоптерна макраухению, родственников слонов (стегомастодона, кювьерониуса), гигантских броненосцев (дедикуруса и глиптодона весом 1,5 — 2 тонны), гиппидиона, токсодона размером с носорога. До образования Панамского перешейка 3 млн лет назад, главными хищниками Южной Америки были сумчатые саблезубые и фороракосы, в плейстоцене же главными хищниками Южной Америки стали смилодоны, мигрировавшие из Северной Америки. Вместе с ними оттуда пришли ужасные волки и медведи арктотерии. Мегафауна почти полностью вымерла 15—11 тыс. лет назад, вероятнее всего под воздействием человека, так как значительных изменений климата здесь не происходило. Гигантские ленивцы вида Мегалокнус жили на Больших Антильских островах еще 4 тысячи лет назад, благодаря отсутствию людей, и вымерли через 1 тыс. лет после появления первых людей на островах. Из крупных видов сохранились тапиры и ягуар.

### Вымершие виды

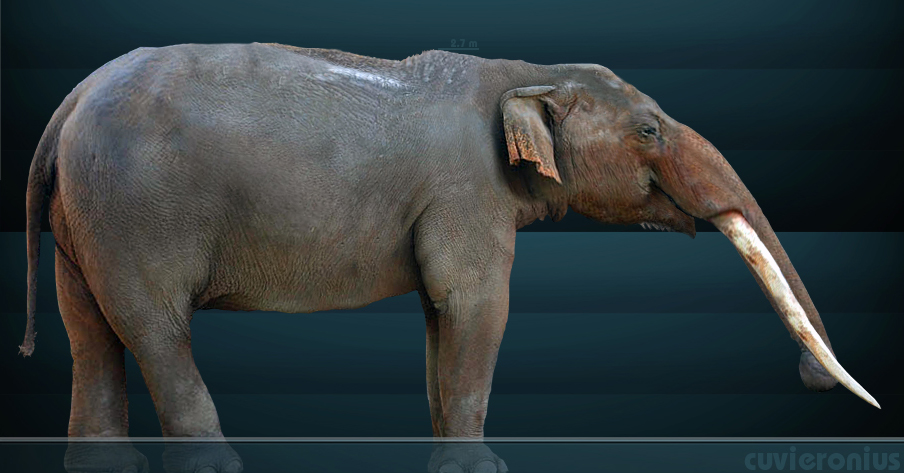
Кювьерониус
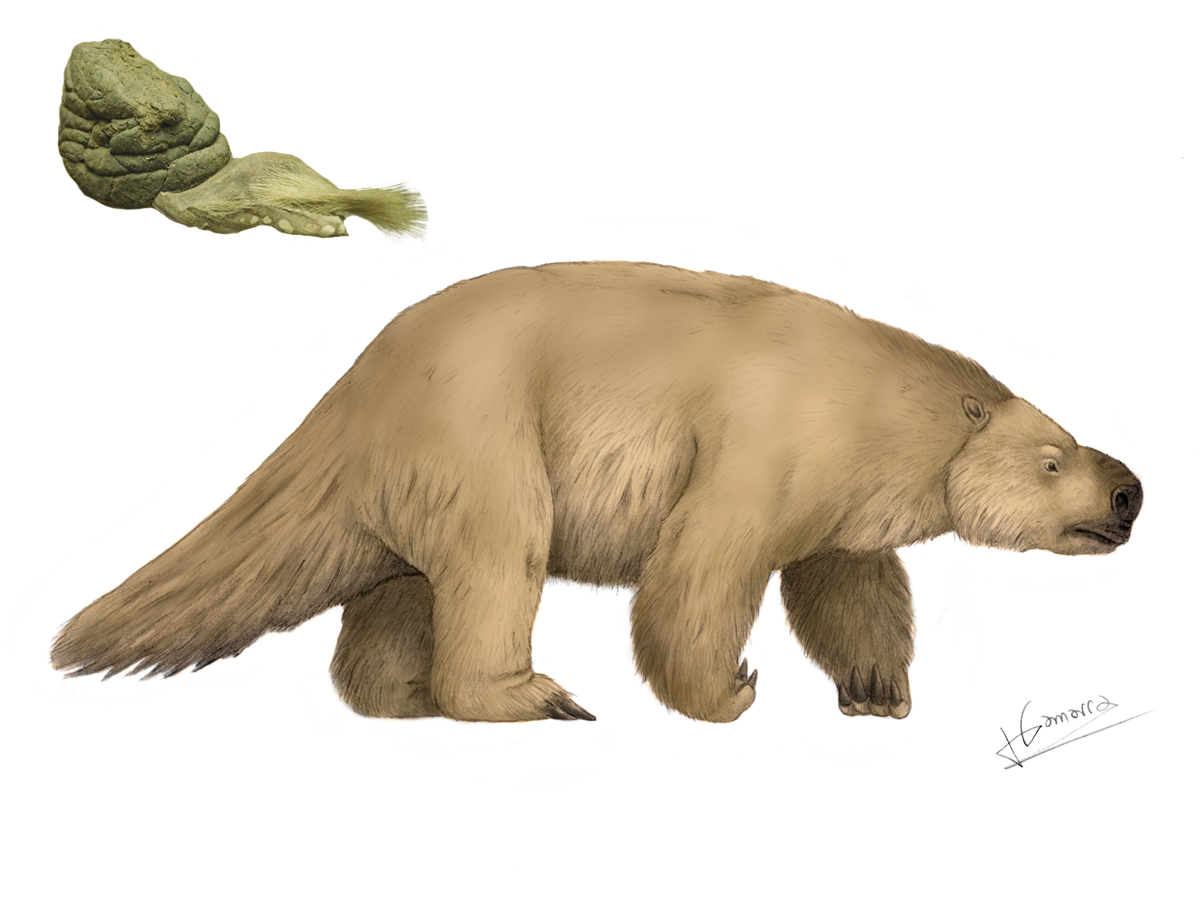
Милодон
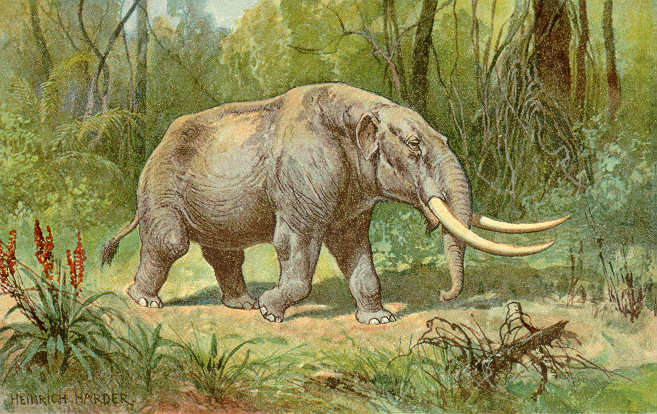
Американский мастодонт
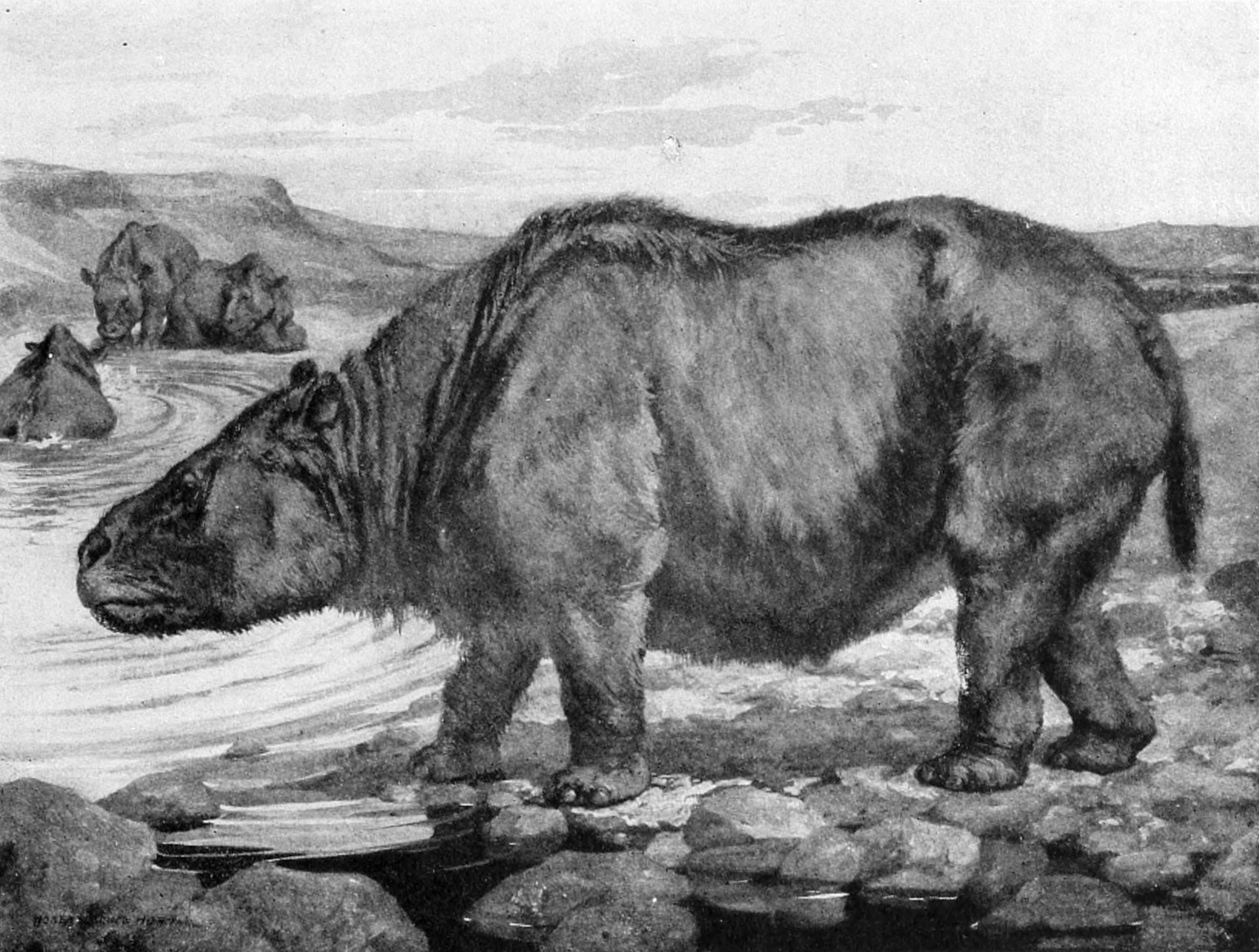
Токсодоны
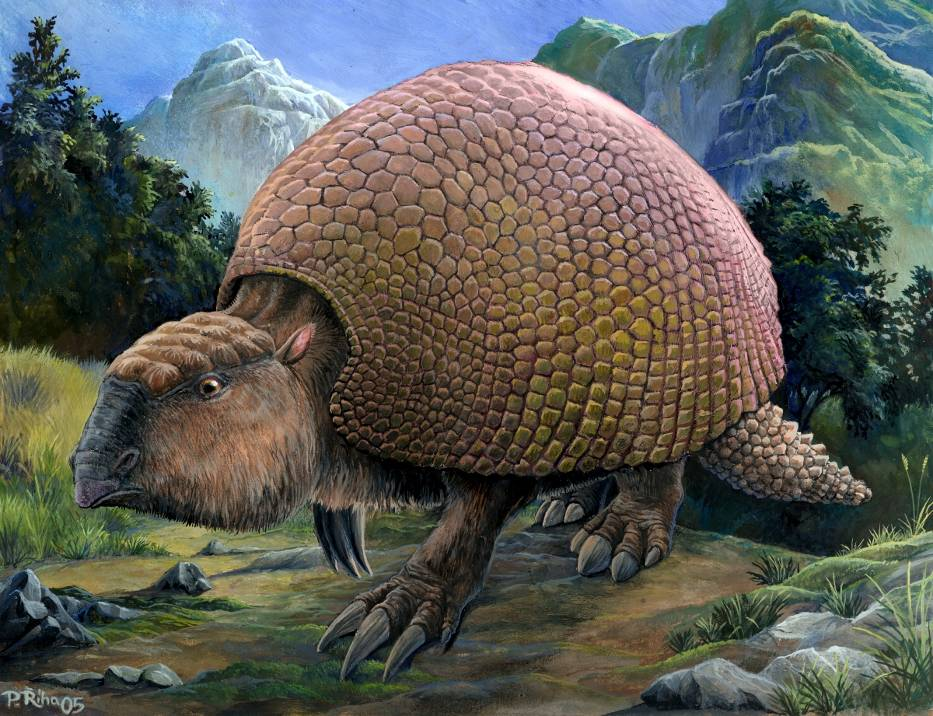
Глиптодоны
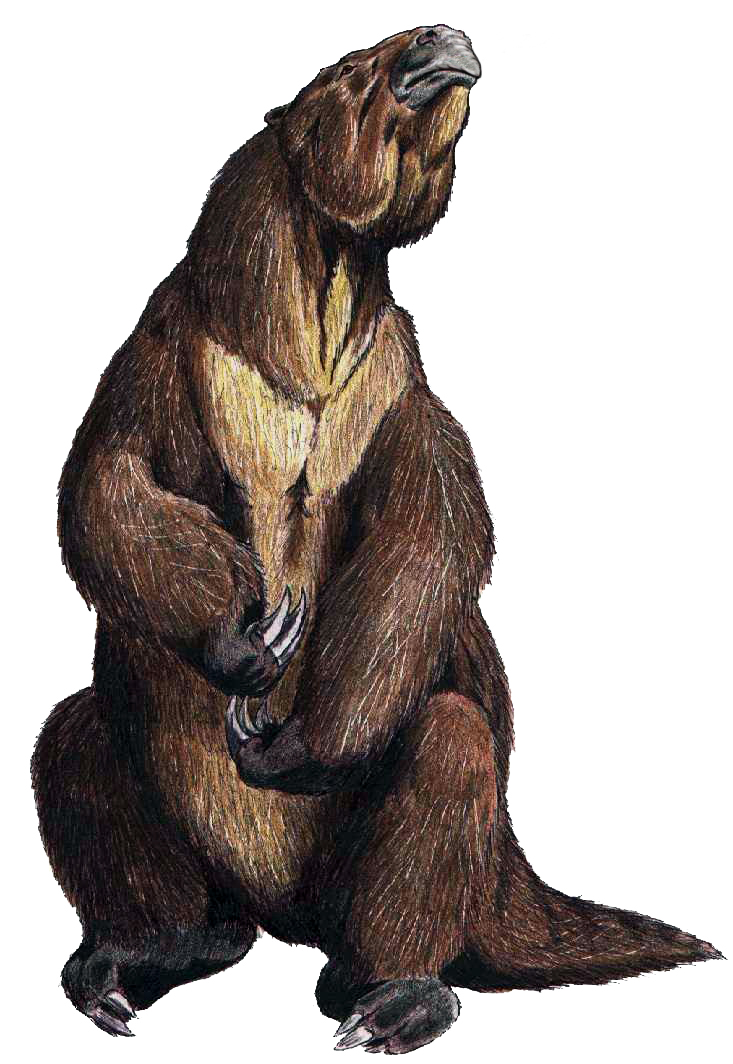
Мегатерии
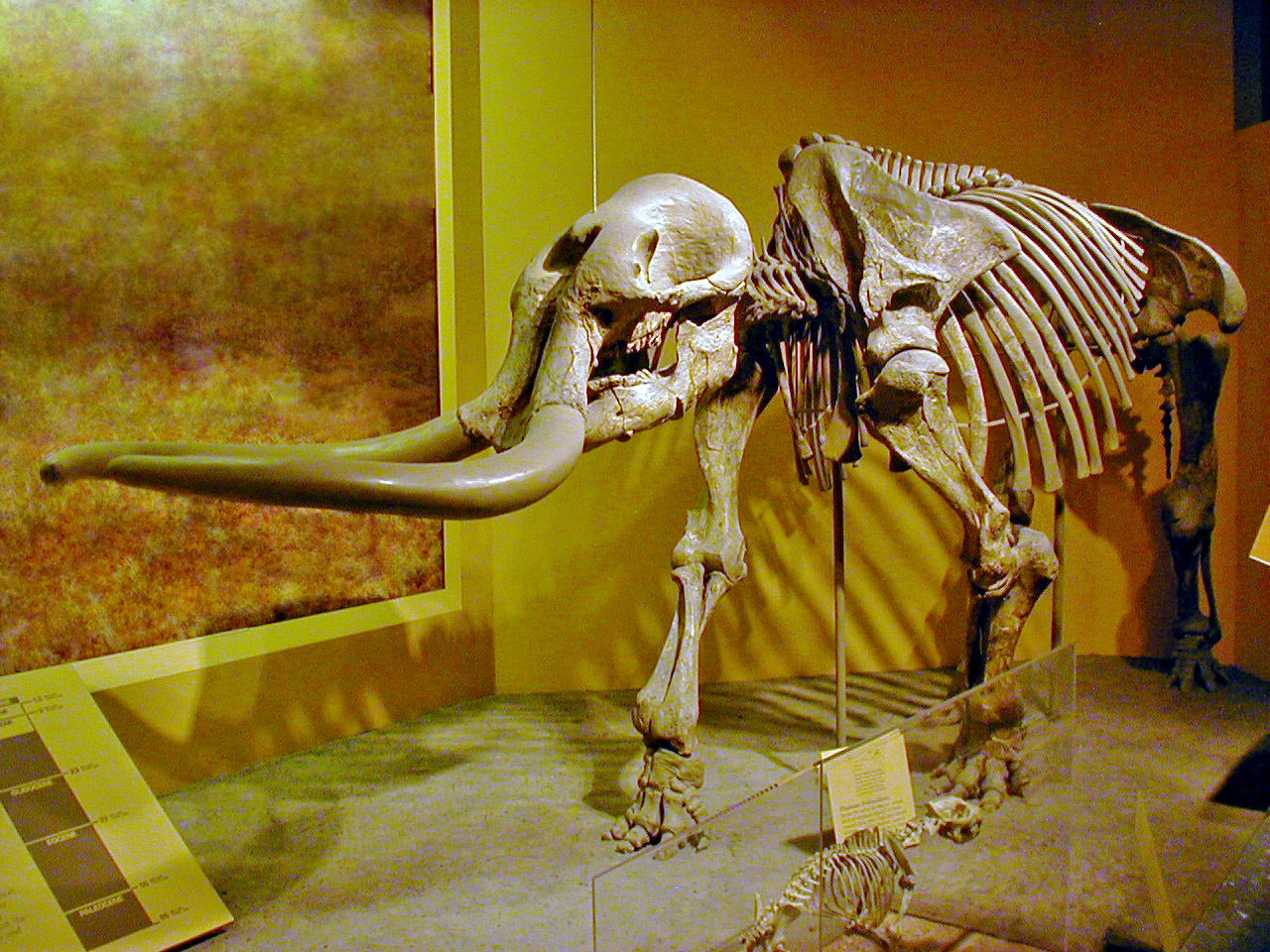
Стегомастодоны

## Австралия
Австралия характеризуется сумчатыми, однопроходными, крокодилами, черепахами и многочисленными нелетающими птицами. В плейстоценовой Австралии обитали гигантские сумчатые: дипротодоны размером с бегемота, зигоматурусы весом около полутонны, палорхесты, похожие на тапиров, гигантские кенгуру прокоптодоны высотой 3 м и весом около 200 кг, сумчатый лев, нелетающая птица гениорнис, 5-метровая змея вонамби, гигантский варан мегалания и гигантская черепаха миолания.
Мегафауна Австралии вымерла 50—45 тыс. лет назад, вскоре после появления человека в Австралии.

### Вымершие виды

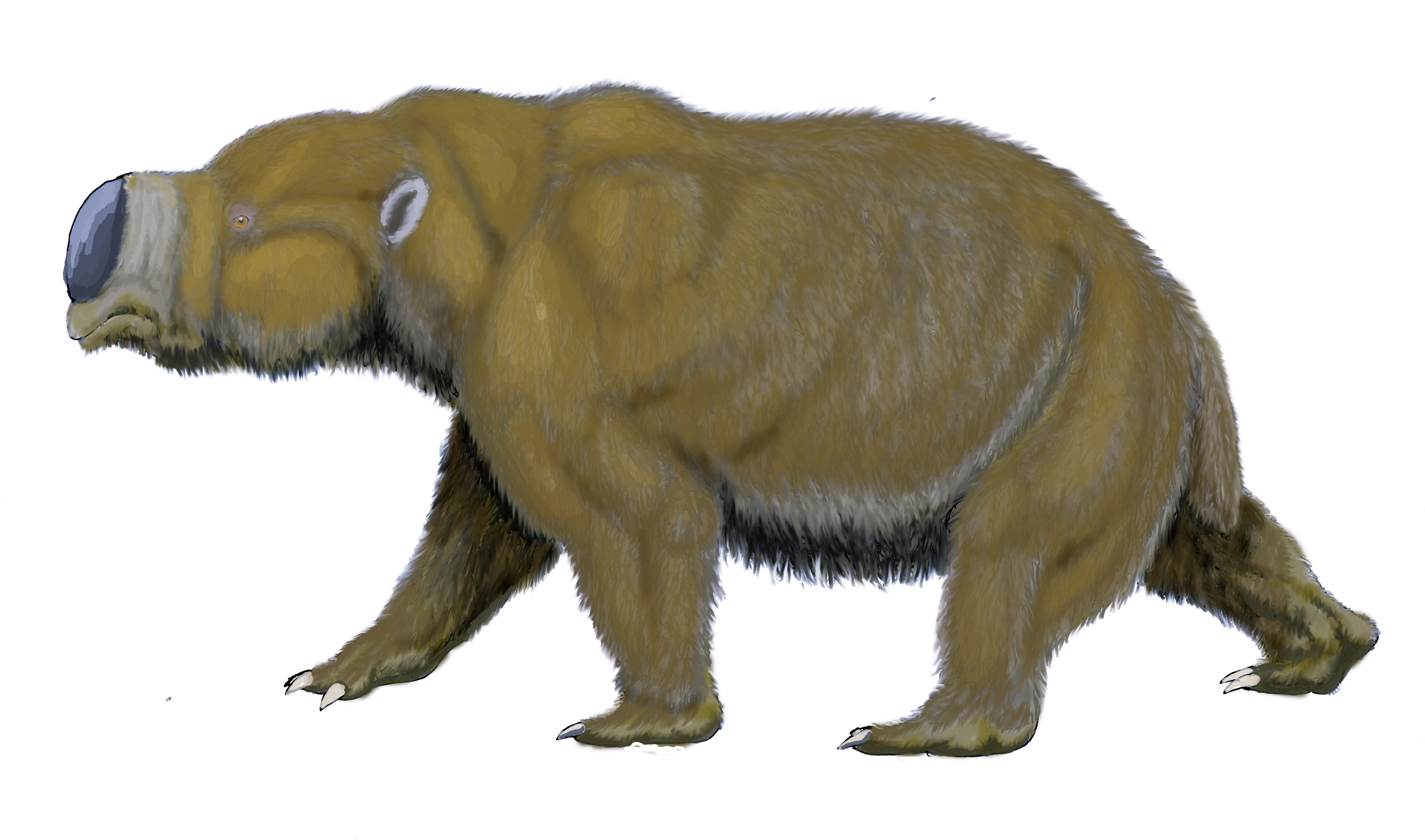
Дипротодон
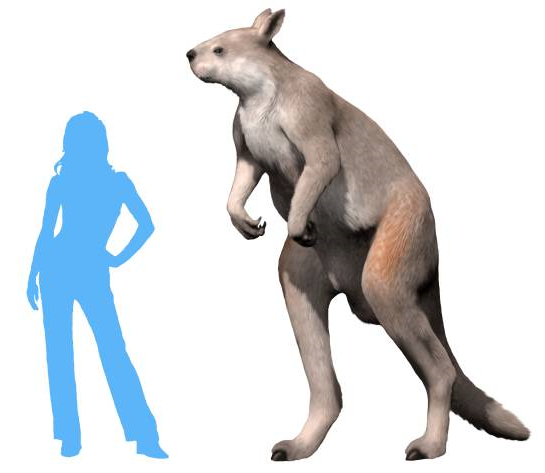
Прокоптодон
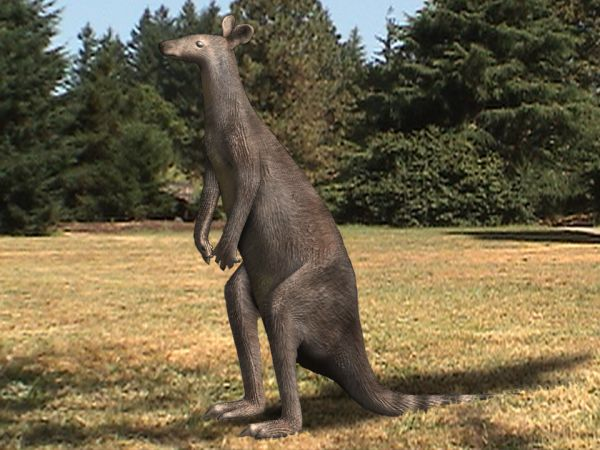
Протемнодон
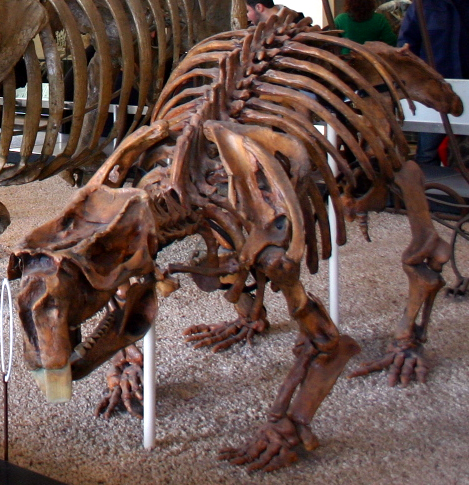
Phascolonus
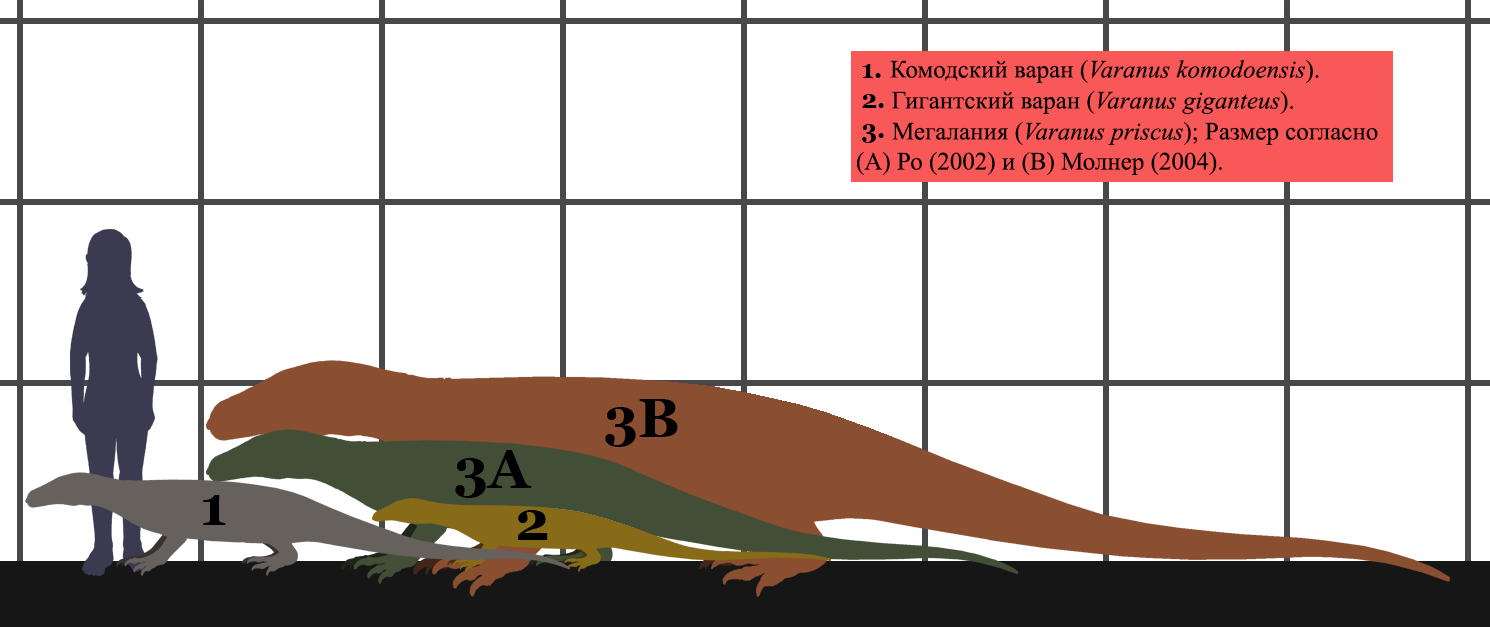
Размер мегалании в сравнении с двумя современными видами рептилий и человеком
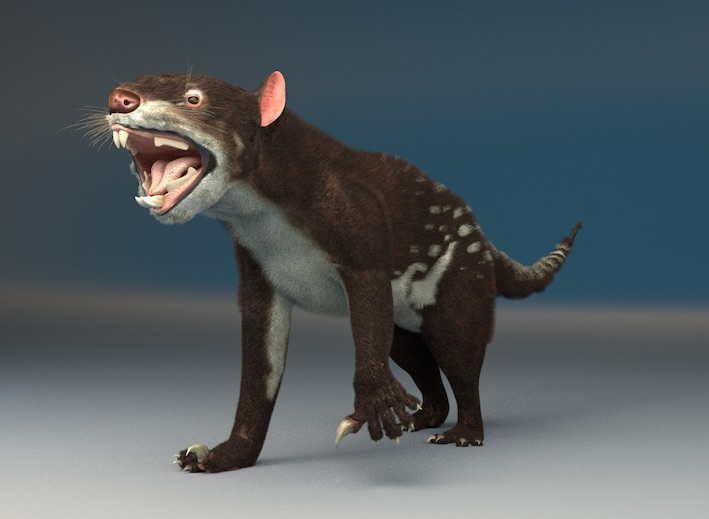
Сумчатый лев
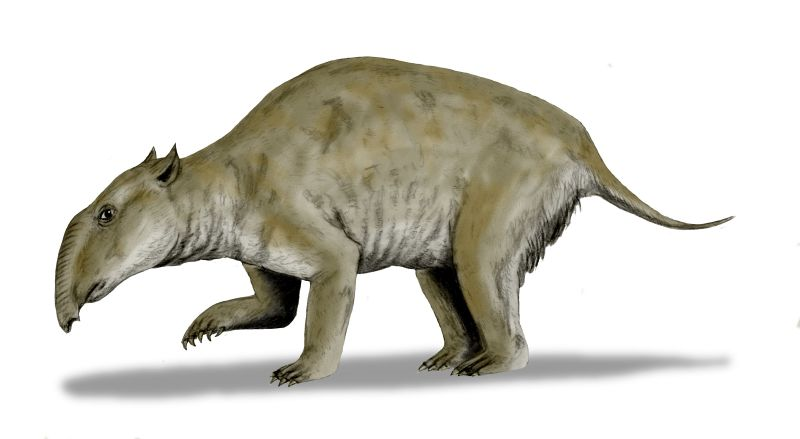
Палорхесты
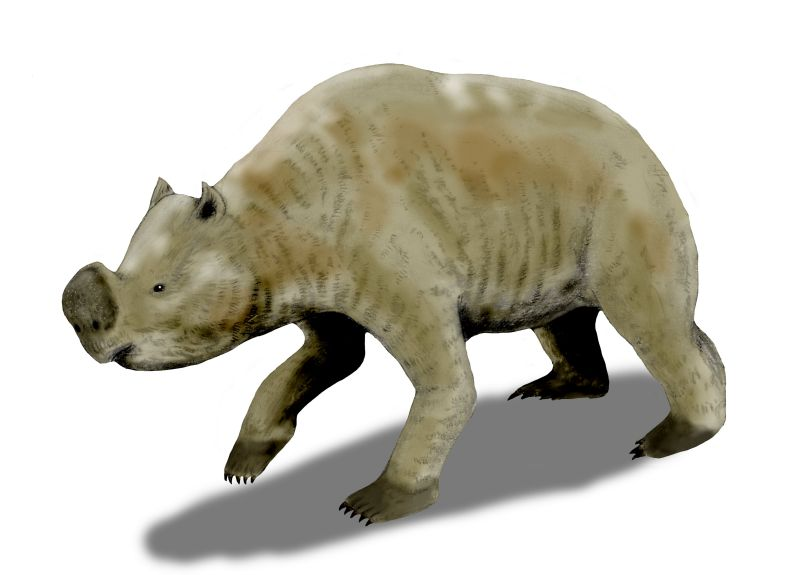
Зигоматурусы
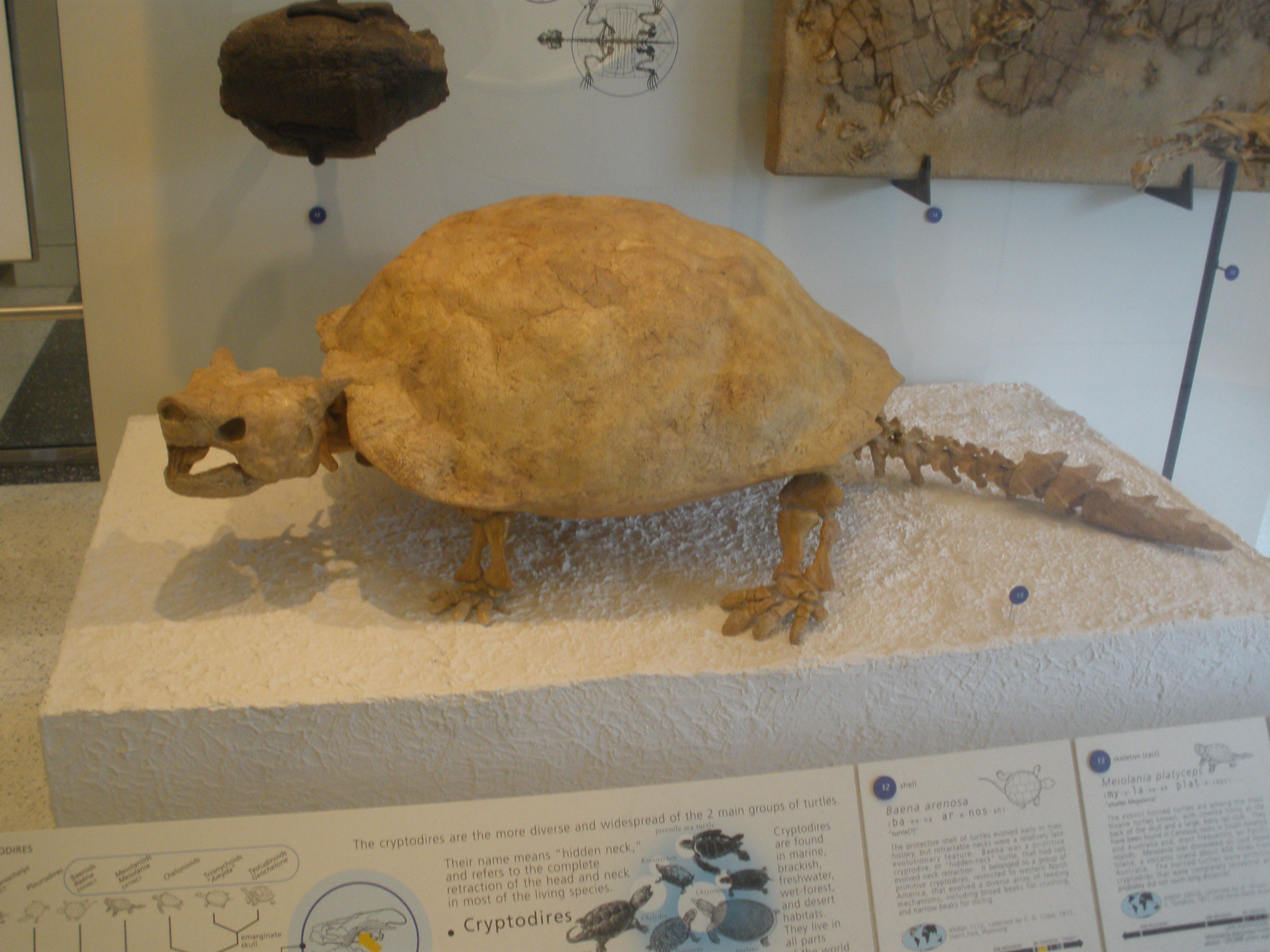
Миолания

## Евразия
Евразийская мегафауна была схожа с североамериканской. Она включала в себя шерстистого мамонта, прямобивневого лесного слона, туров, степного зубра, пещерного льва, пещерного медведя, пещерную гиену, гомотерия, большерогого оленя, шерстистого носорога, носорога Мерка, узконосого носорога и эласмотерия, стегодонов, гигантопитеков, европейского бегемота. Вымирание происходило здесь постепенно. На некоторые европейские виды охотились еще неандертальцы и древние люди ашельской культуры 300−100 тыс. лет назад, но из-за своей крайней малочисленности значительного влияния на мегафауну не оказали, хотя стегодоны и гигантопитеки в Азии вымерли около 100 тыс. лет назад, возможно уже под влиянием охоты ранних людей (питекантропов), так как значительных изменений климата на юге и юго-востоке Азии в конце плейстоцена не происходило. Начало вымирания также совпало с началом расселения людей современного типа — около 100—50 тыс. лет назад и завершилось 10 тыс. лет назад. На о. Врангеля, благодаря отсутствию людей, шерстистые мамонты жили еще 4 тыс. лет назад. Так как расселение людей в Евразии (за исключением северных регионов) происходило постепенно, в течение сотен тысяч лет, то мегафауна здесь частично смогла приспособиться к воздействию человека, некоторые семейства и виды мегафауны тропиков Азии (азиатские слоны, носороги, тигры, львы) дожили до наших дней. Последние туры были уничтожены в Европе около 400 лет назад, удалось сохранить европейского зубра.

## Острова

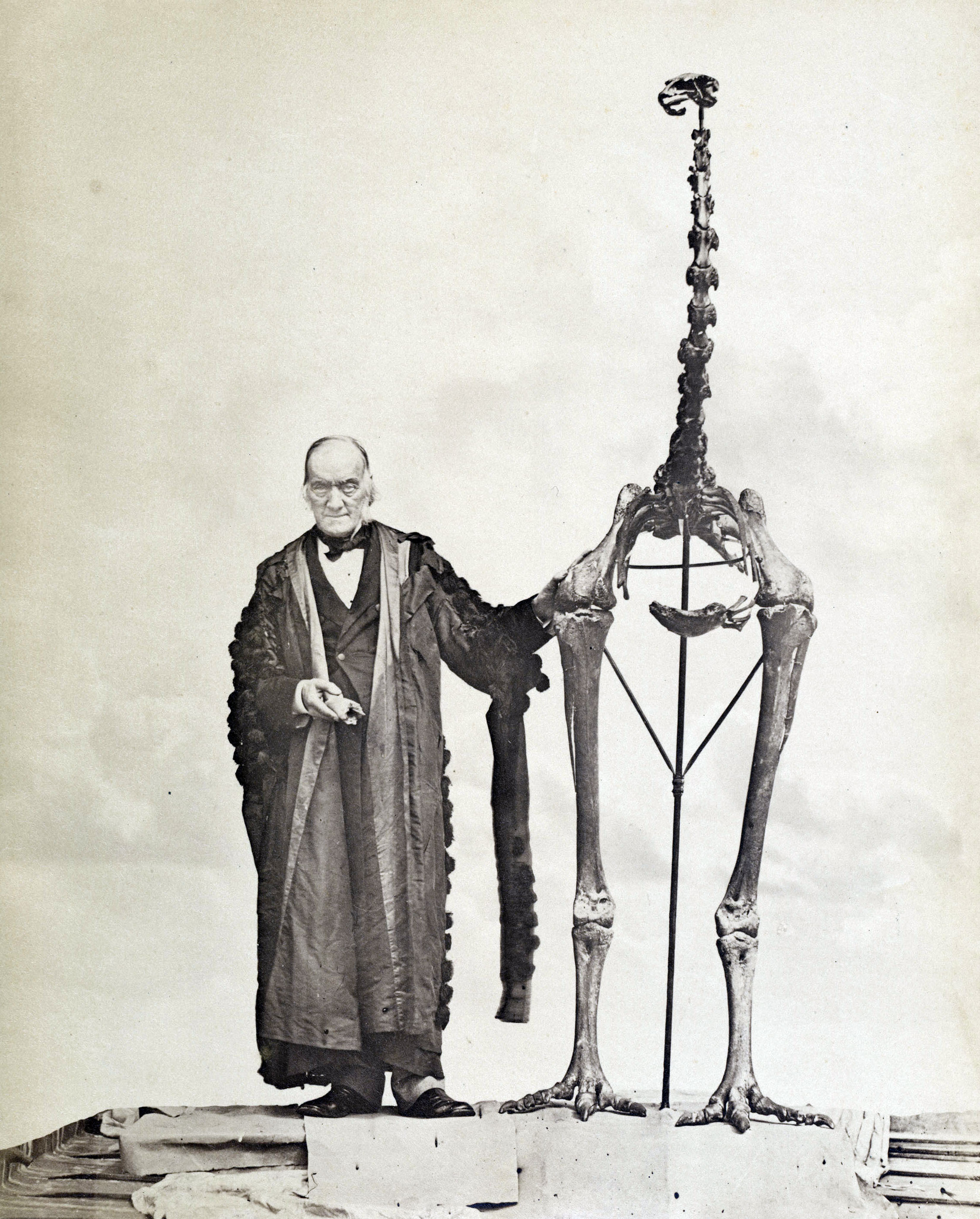
Ричард Оуэн со скелетом моа

Многие острова имели уникальную мегафауну. Островная мегафауна вымерла в результате прибытия людей уже в историческое время. К островной мегафауне относятся гигантские птицы, обитавшие в Новой Зеландии, такие как моа и орёл Хааста; гигантские лемуры, в том числе мегаладапис и палеопропитек, а также археоиндри, гориллоподобные лемуры, два вида бегемотов, гигантские черепахи, крокодил Voay robustus и гигантские эпиорнисы на Мадагаскаре; различные гигантские черепахи и дронты с Маскаренских островов; карликовый стегодон, обитавший на острове Флорес и ряде других островов; шерстистые мамонты на острове Врангеля и острове Святого Павла; черепаха-миолания и крокодилы на острове Новая Каледония; гигантские совы и гигантские ленивцы на Карибских островах; гигантские гуси и моа-нало (гигантские утки) на Гавайях; карликовые слоны и карликовые бегемоты на островах Средиземного моря. Канарские острова населяли эндемичные животные, такие, как некоторые вымершие; крупные ящерицы (Gallotia goliath), гигантские крысы (род Canariomys) и гигантские черепахи (Centrochelys burchardi и Centrochelys vulcanica), среди других.
Большинство видов вымерло вскоре после появления человека на этих островах, в течение нескольких десятков или сотен лет, из-за охоты, либо уничтожения первичных местообитаний. Стеллерова корова была истреблена всего через 27 лет после ее открытия.
Последние мамонты на о. Врангеля вымерли около 3,5 тыс. лет назад, возможно, из-за инбридинга (остров мог прокормить не более 300 особей), либо из-за истребления древними охотниками, добравшимися до острова. на о. Св Павла (Аляска) — из-за исчезновения последнего источника пресной воды.